# Salto con l'asta
Il salto con l'asta è una specialità sia maschile che femminile dell'atletica leggera nella quale l'atleta, dopo aver preso una breve rincorsa, utilizzando l'asta cerca di superare un'asticella, sorretta da due ritti, senza farla cadere.
La specialità prende origine da un'antica gara effettuata nei giochi dell'antica Gallia, che prevedeva che il concorrente saltasse il più lontano possibile, facendo leva su un ramo abbastanza robusto.
Il saltatore con l'asta deve coniugare la velocità propria di un velocista, forza nelle braccia e nel busto ed estrema agilità proprie di un ginnasta: solo con la presenza di tutte queste doti un atleta può ottenere buoni risultati in questa disciplina.

## La tecnica

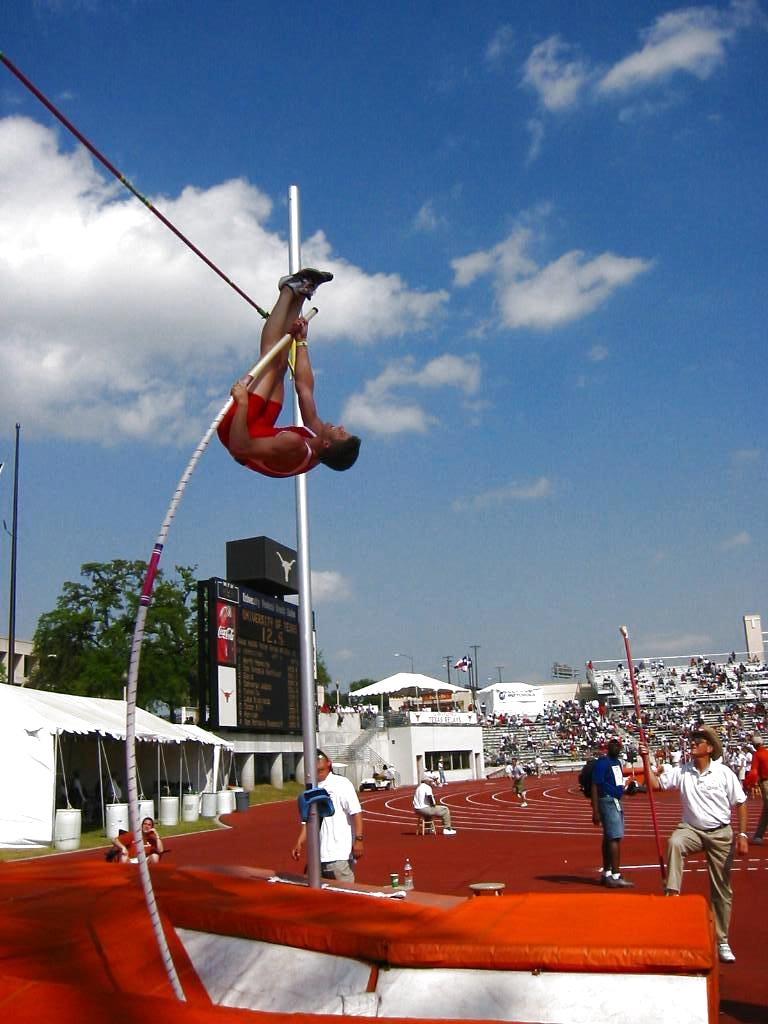
Un atleta durante la fase di elevazione

### L'impugnatura
L'asta va impugnata con tutte e due le mani, una sopra (mano alta) – normalmente la mano più forte – e una più sotto (mano bassa). L'impugnatura si differenzia a seconda delle diverse tecniche che si possono riunire in due filoni fondamentali: quello russo e quello francese. Nel filone russo l'impugnatura si calcola tenendo l'asta verticalmente con la mano destra e ponendo la mano sinistra sotto la spalla. In quello francese la lunghezza dell'impugnatura si ricava dalla distanza fra la mano e la spalla aumentata della lunghezza di una mano. La mano sinistra prende l'asta da sinistra, mentre la mano destra da destra, come si impugna una pertica per arrampicarcisi.

### Le fasi del salto
Il salto con l'asta può essere scomposto in cinque fasi: rincorsa, presentazione, elevazione, valicamento e ricaduta.

#### La rincorsa
La rincorsa degli atleti più forti è lunga 20/22 passi, per un totale di 45 metri circa. Si parte tenendo l'asta in posizione quasi verticale, leggermente inclinata in avanti, con la mano alta appoggiata al bacino e con la mano bassa davanti allo sterno, in modo che l'asta abbia anche un'inclinazione orizzontale. Dopo i primi appoggi di avvio in cui la schiena è leggermente flessa in avanti, la rincorsa procede sempre più velocemente, tornando in posizione diritta, e abbassando gradualmente l'asta fino a portarla, prima degli ultimi 4 appoggi, in posizione orizzontale rispetto al terreno e quasi parallela rispetto alla direzione di rincorsa. La mano bassa deve essere tenuta in modo che il palmo della mano sia verticale e il più possibile perpendicolare all'avambraccio, in modo quasi da affiancare orizzontalmente l'asta, sorretta dal pollice e dalla parte bassa del palmo; la mano alta deve avere invece il palmo rivolto verso l'esterno, ad avvolgere l'asta, sorretta con le sole dita.

#### La presentazione
Gli ultimi tre appoggi della rincorsa, numerati qui dal terzultimo, numero tre, all'ultimo, numero uno, sono speciali in quanto devono essere affrontati in modo da imbucare l'asta nel migliore dei modi per poter poi proseguire il salto.
Fra l'appoggio quattro e l'appoggio tre bisogna portare la mano alta dal bacino in verticale fino a fianco dell'orecchio, mentre la mano bassa si alza fino ad essere situata poco sotto l'altezza degli occhi, in modo da avere l'asta leggermente inclinata verso il basso. All'appoggio numero due bisogna aver portato il braccio della mano alta in posizione quasi completamente tesa verso l'alto, leggermente avanzato rispetto alla linea delle spalle, mentre la mano bassa deve essere all'altezza della fronte, in modo che l'asta sia ormai decisamente inclinata verso il basso. All'ultimo appoggio, da effettuare rigorosamente con la gamba opposta rispetto al braccio della mano alta, ambedue le braccia devono essere ben tese in modo da spingere l'asta, ricordando di tenere sempre la posizione dei polsi come durante la rincorsa.

#### L'elevazione
Appena dopo aver staccato da terra, l'asta tocca la cassetta d'imbucata. L'atleta deve spingere l'asta con le braccia ben tese, senza mai "appendervisi", e tenendo per qualche momento la posizione di stacco, con la gamba di stacco tesa indietro e l'altra in avanti con il femore perpendicolare alla colonna vertebrale, la tibia perpendicolare al femore e il piede in posizione a martello. Per un gesto tecnico perfetto ed efficace è richiesto anche l'entrata delle spalle nell'asta per un caricamento più efficace.
Successivamente al caricamento c'è un'oscillazione delle gambe e del bacino verso l'impugnatura senza rannicchiare le gambe per evitare un doppio tempo nell'azione.

#### Il valicamento
Raggiunta la posizione verticale (a testa in giù) di fianco all'asta, dalla parte del braccio della mano alta, si termina la spinta verso il basso dell'asta con un ultimo slancio verso l'alto, lasciando prima l'asta con la mano bassa e infine con quella alta. Intanto il corpo ruota di 180 gradi, in modo da portarsi con il petto verso l'asticella e le gambe cominciano a valicare l'asticella. Quando le gambe sono passate, con i muscoli della schiena si cerca di portare il busto verso l'alto, in modo che non tocchi l'asticella e poi le braccia completano il valicamento.

#### La ricaduta
Passata l'asticella, è bene completare la mezza capovolta eseguita in volo, aiutandosi – qualora la forza centrifuga residua non sia sufficiente – con le braccia, in modo da atterrare sul materasso in posizione a metà fra quella seduta e quella distesa.
Tenendo poi le gambe larghe in modo da evitare che queste ultime cadano sul viso spinte dalla forza del salto.

## Il regolamento

### Le regole di gara
Il regolamento prevede che l'atleta possa usare aste di qualsiasi lunghezza, costruite in bambù, in fibra di carbonio o in fibra di vetro, e che le possa impugnare in qualsiasi modo e a qualsiasi altezza; non è possibile, dopo lo stacco da terra, spostare le mani verso l'alto arrampicandosi sull'asta, pena la non validità del salto stesso.
Ogni atleta ha a disposizione tre salti e ogni volta che supera una misura la quantità dei salti a disposizione viene riportata al numero di tre; l'atleta è eliminato quando gli rimangono zero salti a disposizione. La tattica più comune è di utilizzare – se necessario – tutti e tre i salti a disposizione per una stessa misura, fino a che non la si supera, ma è anche possibile, per esempio, usarne solo due e – non avendo ancora superato la misura – riservare l'ultimo tentativo per una misura superiore.
Le misure partono da una quota di apertura e vanno via via crescendo, fino all'eliminazione di tutti gli atleti. Ad ogni nuova misura gli atleti vengono chiamati a saltare secondo un ordine prestabilito dal giudice di gara, normalmente tramite sorteggio, e possono o saltare oppure passare la misura, aspettando quella successiva: non è possibile più saltare una misura che si è passata.
Per ogni salto ciascun concorrente ha a disposizione un tempo prestabilito, che varia a seconda del numero di atleti ancora in gara. Il tempo per il salto parte dal segnale di pista libera o di bandiera bianca del giudice e la rincorsa dell'atleta deve partire prima che questo tempo finisca, pena la nullità del salto; è previsto l'uso di una bandiera gialla per indicare l'approssimarsi della fine del tempo a disposizione (mostrata all'atleta per gli ultimi 15 secondi). Per ogni tentativo il concorrente può chiedere di variare la distanza dei ritti rispetto alla cassetta d'imbucata, per uno slittamento massimo di 80 cm in avanti. All'inizio della gara ogni atleta può comunicare la propria variazione dei ritti standard, che viene impostata dai giudici di gara in mancanza di altre comunicazioni da parte dell'atleta.
È possibile, sempre nei limiti di tempo previsti, interrompere la rincorsa e ripeterla, in qualunque momento, a patto che non si sia superato (con l'asta o con qualsiasi parte del corpo) il piano verticale perpendicolare alla direzione di rincorsa che passa per l'estremità della cassetta d'imbucata più vicina al materasso di ricaduta, pena la nullità del salto.
In caso di rottura dell'attrezzo, attestata dal giudice di gara, il salto può essere ripetuto senza essere ritenuto nullo e senza penalità alcuna.
Nel regolamento della World Athletics, analogamente al salto in alto, alla fine della gara è dichiarato vincitore l'atleta che ha effettuato un salto valido alla misura più alta. Se due o più atleti saltano la stessa altezza massima, quello con il numero più basso di tentativi nulli a tale altezza vince. In caso di ulteriore parità è dichiarato vincitore quello con il minor numero di salti nulli nell'intera competizione. Se con ciò ancora non si riesce a definire il vincitore, vengono effettuati ulteriori salti (jump-off); le altezze ottenute in tali salti rimangono valide ai fini dei record mondiali e no.

### La pedana
La pedana è lo spazio utile per la rincorsa dell'atleta nell'esecuzione di un lancio o di un salto.

### La cassetta d'imbucata
La cassetta d'imbucata è un particolare incavo praticato sul terreno di fronte all'ostacolo da superare ed è realizzata in metallo.

### I ritti
I ritti sono dei supporti verticali su cui si appoggia l'asticella che gli atleti superano nel salto in alto e nel salto con l'asta.
In questa disciplina possono essere spostati (i ritti graduati sono detti anche saltometri) a seconda delle esigenze dell'atleta. Lo zero di riferimento è determinato dalla proiezione dell'asticella sul fondo della cassetta di imbucata.

### L'asticella
È una sottile asta di vetroresina a sezione circolare lunga 4,50 metri, piazzata in posizione orizzontale sui due ritti, che i saltatori con l'asta devono superare senza abbattere. Il suo peso non supera i 2 kg e il suo diametro misura 30 mm. È dotata di terminali d'appoggio in gomma. In tempi meno recenti l'asticella era realizzata in alluminio ed aveva una sezione triangolare (cava).

### Il materasso
Il materasso, o fossa, dove si atterra è simile a quello del salto in alto, cioè con cascami di gomma piuma e plastica per attutire la caduta. È rettangolare, con dimensioni variabili intorno ai 7 metri x 6 metri x 80 cm di altezza e presenta due estensioni ai lati della cassetta di imbucata, chiamati inviti.

## Gli attrezzi

### L'asta
Agli albori del XX secolo gli atleti usavano un'asta di bambù. A partire dagli anni trenta vennero usate aste in metallo. Le ultime Olimpiadi vinte con un'asta in metallo furono quelle di Roma del 1960. Dagli anni sessanta l'asta è costruita in fibra di vetro o carbonio, un materiale che ha permesso agli atleti di raggiungere misure ritenute impensabili.
L'asta è di forma non cilindrica, come si potrebbe pensare, ma leggermente conica: è infatti, per pochissimi millimetri, più larga alla base e più stretta in cima. Esistono varie lunghezze di aste, generalmente quelle tipiche utilizzate dagli atleti più forti sono lunghe dai 5,10 ai 5,30 metri, e impugnate con la mano alta a pochi centimetri dalla loro estremità. Un altro fattore importante di questo attrezzo è la durezza, ovvero la resistenza opposta alla flessione: più un'asta è dura, più forza è in grado di restituire all'atleta, e quindi più questo può andare in alto; valori tipici per questa grandezza sono attorno alle 200 libbre (circa 90 kg), ma un atleta di livello mondiale può arrivare ad usare aste fino a 220/230 libbre (più di 100 kg), a fronte del peso dell'attrezzo che varia dall'1,3 ai 3 kg.
L'asta ha anche un senso di piega, che le viene conferito in fase di costruzione (l'orientamento degli avvolgimenti di fibra). Osservando attentamente un'asta si può infatti notare che è leggermente curva: questa curvatura o, come viene definita in ambito tecnico, "piega" deve essere rispettata al momento dello stacco, ovvero è necessario spingere l'asta nella direzione della sua curvatura. In caso contrario l'integrità dell'asta è messa in serio pericolo ed è alto il rischio di rottura dell'attrezzo durante la fase di massima piega (che si raggiunge quando l'atleta è già in volo e all'inizio della fase di raccolta da cui gli spiacevoli incidenti che possono verificarsi in caso di rottura).

### I tappi
I tappi sono strutture in gomma o in plastica che proteggono l'estremità dell'asta che batte nella buca, proteggendola. Variano di dimensioni a seconda del diametro dell'asta e si catalogano in base alla misura partendo dal più piccolo, V20, fino ad arrivare a V00 per aste molto grandi.

### Strumenti per migliorare la presa
Generalmente gli atleti hanno l'abitudine di avvolgere l'asta con del nastro adesivo di tela (quello che si usa per l'arrampicata e per alcuni bendaggi), là dove è prevista l'impugnatura.
Oltre a questo ognuno utilizza un prodotto diverso per non far scivolare le mani:
- la pece (trementina veneta) è usata da sempre e forse è la più sicura, ma ha l'inconveniente di essere difficile da lavare via;
- la polvere di magnesio in panetti (come quelli che si usano alla sbarra nella ginnastica artistica) o il magnesio spray;
- l'ossido di zinco è una polvere bianca, simile al magnesio, ma molto più fine ed adatta a pelli sensibili alle allergie. È anche un cicatrizzante.

### Il porta-aste
È una sacca che facilita il trasporto delle aste e le protegge dagli urti. Generalmente è realizzata in materiale impermeabile e può essere composta da due parti: la sacca esterna (in tela o in pvc) e un tubo rigido o semirigido a sezione cilindrica. La lunghezza e il diametro variano a seconda del numero e delle dimensioni delle aste da trasportare.

### Le scarpe
Vengono spesso usate scarpe da salto in lungo o da salto triplo in quanto lo stacco è molto simile a quello dei salti in estensione e solo dal 2007 sono state commercializzate scarpe tecniche specifiche per il salto con l'asta.

## Record

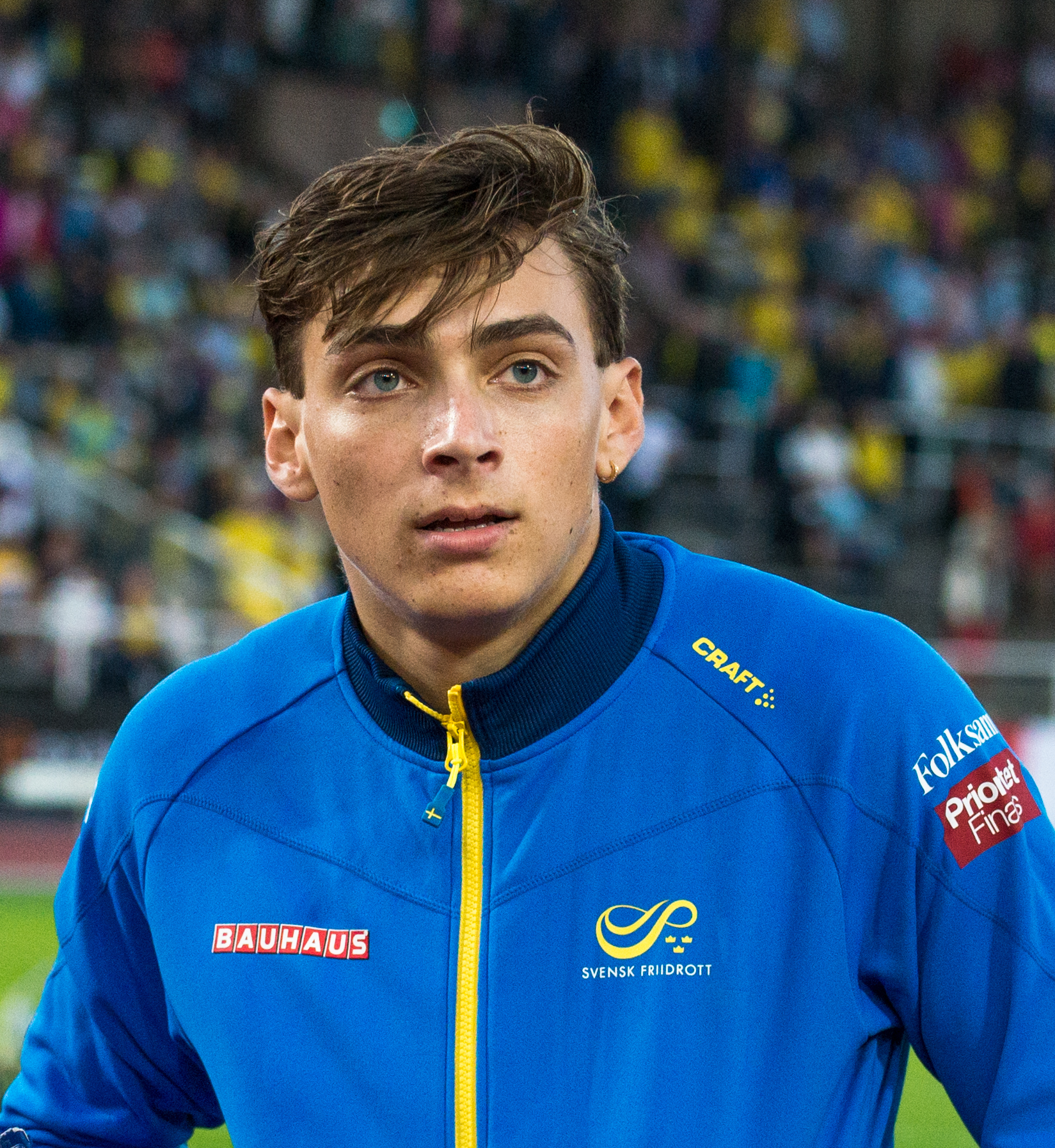
Armand Duplantis, detentore del record mondiale di specialità

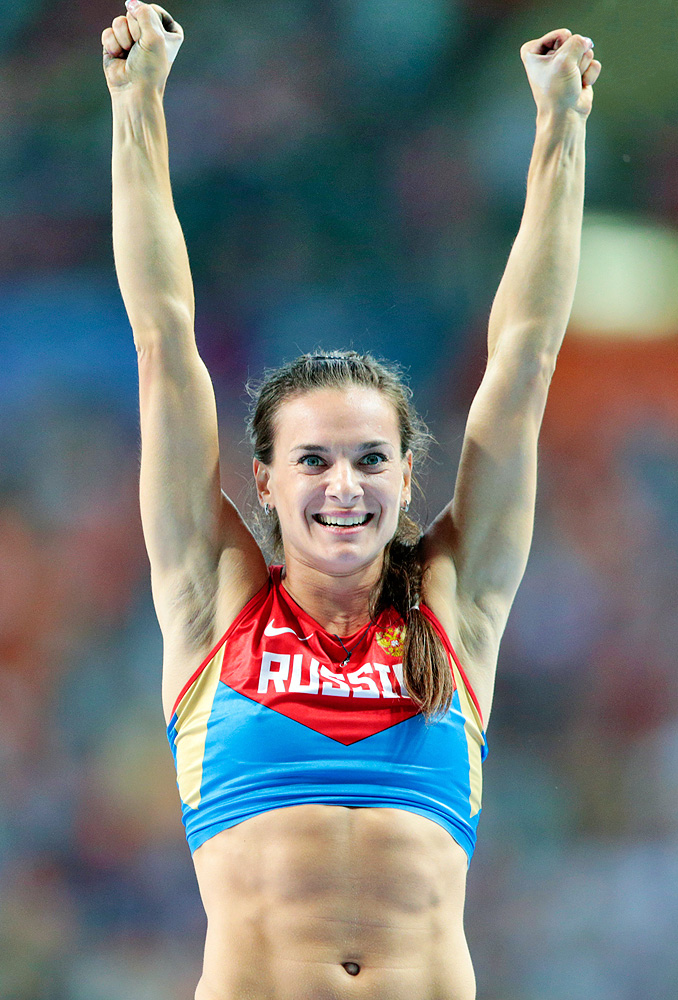
Elena Isinbaeva, primatista mondiale femminile

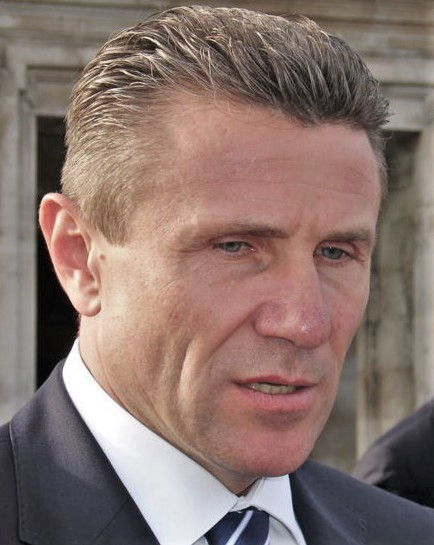
L'ucraino Serhij Bubka ha stabilito il record mondiale dell'asta per 35 volte (17 outdoor e 18 indoor)

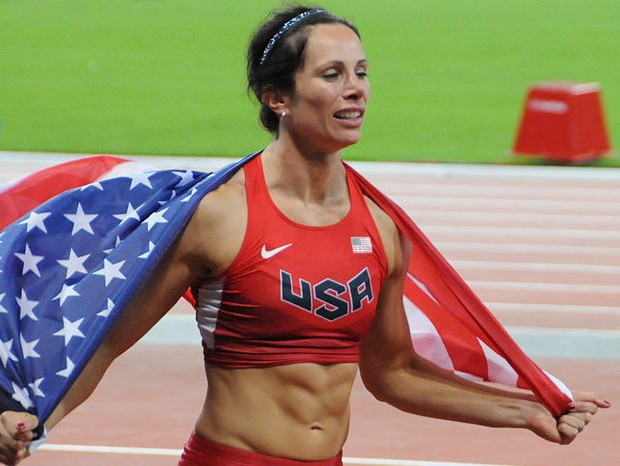
Jennifer Suhr, detentrice del record mondiale indoor

### Maschili
Statistiche aggiornate al 13 agosto 2025.
|                             | Misura     | Atleta               | Luogo          | Data            |
| --------------------------- | ---------- | -------------------- | -------------- | --------------- |
| Record mondiale             | 6,29 m     | Armand Duplantis     | Budapest       | 12 Agosto 2025  |
| Record olimpico             | 6,25 m     | Armand Duplantis     | Parigi         | 5 agosto 2024   |
| Record africano             | 6,03 m     | Okkert Brits         | Colonia        | 18 agosto 1995  |
| Record asiatico             | 6,00 m     | Ernest John Obiena   | Bergen         | 10 giugno 2023  |
| Record europeo              | 6,29 m     | Armand Duplantis     | Budapest       | 12 agosto 2025  |
| Record nord-centroamericano | 6,07 m     | KC Lightfoot         | Nashville      | 2 giugno 2023   |
| Record oceaniano            | 6,06 m (i) | Steve Hooker         | Boston         | 7 febbraio 2009 |
| Record sudamericano         | 6,03 m     | Thiago Braz da Silva | Rio de Janeiro | 15 agosto 2016  |

### Femminili
Statistiche aggiornate al 4 marzo 2021.
|                             | Misura     | Atleta          | Luogo                 | Data           |
| --------------------------- | ---------- | --------------- | --------------------- | -------------- |
| Record mondiale             | 5,06 m     | Elena Isinbaeva | Zurigo                | 28 agosto 2009 |
| Record olimpico             | 5,05 m     | Elena Isinbaeva | Pechino               | 18 agosto 2008 |
| Record africano             | 4,42 m     | Elmarie Gerryts | Wesel                 | 12 giugno 2000 |
| Record asiatico             | 4,72 m     | Li Ling         | Shanghai              | 18 maggio 2019 |
| Record europeo              | 5,06 m     | Elena Isinbaeva | Zurigo                | 28 agosto 2009 |
| Record nord-centroamericano | 5,02 m (i) | Jennifer Suhr   | Albuquerque           | 2 marzo 2013   |
| Record oceaniano            | 4,94 m     | Eliza McCartney | Jockgrim              | 17 luglio 2018 |
| Record sudamericano         | 4,87 m     | Fabiana Murer   | São Bernardo do Campo | 3 luglio 2016  |

### Maschili indoor
Statistiche aggiornate a marzo 2025.
|                             | Misura | Atleta               | Luogo            | Data             |
| --------------------------- | ------ | -------------------- | ---------------- | ---------------- |
| Record mondiale             | 6,27 m | Armand Duplantis     | Clermont-Ferrand | 28 febbraio 2025 |
| Record africano             | 5,90 m | Okkert Brits         | Liévin           | 16 febbraio 1997 |
| Record asiatico             | 5,92 m | Igor Potapovič       | Stoccolma        | 19 febbraio 1998 |
| Record europeo              | 6,27 m | Armand Duplantis     | Clermont-Ferrand | 28 febbraio 2025 |
| Record nord-centroamericano | 6,05 m | Chris Nilsen         | Rouen            | 5 marzo 2022     |
| Record oceaniano            | 6,06 m | Steve Hooker         | Boston           | 7 febbraio 2009  |
| Record sudamericano         | 5,95 m | Thiago Braz da Silva | Belgrado         | 20 marzo 2022    |

### Femminili indoor
Statistiche aggiornate al 4 marzo 2021.
|                             | Misura | Atleta          | Luogo      | Data             |
| --------------------------- | ------ | --------------- | ---------- | ---------------- |
| Record mondiale             | 5,03 m | Jennifer Suhr   | Brockport  | 30 gennaio 2016  |
| Record africano             | 4,41 m | Elmarie Gerryts | Birmingham | 20 febbraio 2000 |
| Record asiatico             | 4,70 m | Li Ling         | Doha       | 19 febbraio 2016 |
| Record europeo              | 5,01 m | Elena Isinbaeva | Stoccolma  | 23 febbraio 2012 |
| Record nord-centroamericano | 5,03 m | Jennifer Suhr   | Brockport  | 30 gennaio 2016  |
| Record oceaniano            | 4,75 m | Eliza McCartney | Birmingham | 3 marzo 2018     |
| Record sudamericano         | 4,83 m | Fabiana Murer   | Nevers     | 7 febbraio 2015  |

Legenda:
: record mondiale
: record olimpico
: record africano
: record asiatico
: record europeo
: record nord-centroamericano e caraibico
: record oceaniano
: record sudamericano

## Migliori atleti

### Maschili outdoor
Statistiche aggiornate al 12 agosto 2025.
|    | Misura | Atleta               | Luogo          | Data           |
| -- | ------ | -------------------- | -------------- | -------------- |
| 1. | 6,29 m | Armand Duplantis     | Budapest       | 12 agosto 2025 |
| 2. | 6,14 m | Serhij Bubka         | Sestriere      | 31 luglio 1994 |
| 3. | 6,07 m | KC Lightfoot         | Nashville      | 2 giugno 2023  |
| 4. | 6,06 m | Sam Kendricks        | Des Moines     | 27 luglio 2019 |
| 5. | 6,05 m | Maksim Tarasov       | Atene          | 16 giugno 1999 |
| 5. | 6,05 m | Dmitrij Markov       | Edmonton       | 9 agosto 2001  |
| 5. | 6,05 m | Renaud Lavillenie    | Eugene         | 30 maggio 2015 |
| 8. | 6,04 m | Brad Walker          | Eugene         | 8 giugno 2008  |
| 9. | 6,03 m | Okkert Brits         | Colonia        | 18 agosto 1995 |
| 9. | 6,03 m | Jeff Hartwig         | Jonesboro      | 14 giugno 2000 |
| 9. | 6,03 m | Thiago Braz da Silva | Rio de Janeiro | 15 agosto 2016 |

### Femminili outdoor
Statistiche aggiornate al 22 giugno 2024.
|     | Misura | Atleta               | Luogo      | Data             |
| --- | ------ | -------------------- | ---------- | ---------------- |
| 1.  | 5,06 m | Elena Isinbaeva      | Zurigo     | 28 agosto 2009   |
| 2.  | 5,01 m | Anželika Sidorova    | Zurigo     | 9 settembre 2021 |
| 3.  | 5,00 m | Sandi Morris         | Bruxelles  | 9 settembre 2016 |
| 4.  | 4,95 m | Katie Nageotte       | Eugene     | 26 giugno 2021   |
| 5.  | 4,94 m | Eliza McCartney      | Jockgrim   | 17 luglio 2018   |
| 6.  | 4,93 m | Jennifer Suhr        | Austin     | 14 aprile 2018   |
| 7.  | 4,92 m | Molly Caudery        | Tolosa     | 22 giugno 2024   |
| 8.  | 4,91 m | Yarisley Silva       | Beckum     | 2 agosto 2015    |
| 8.  | 4,91 m | Aikaterinī Stefanidī | Londra     | 6 agosto 2017    |
| 10. | 4,90 m | Holly Bradshaw       | Manchester | 26 giugno 2021   |

### Maschili indoor
Statistiche aggiornate a marzo 2025.
|     | Misura | Atleta            | Luogo            | Data             |
| --- | ------ | ----------------- | ---------------- | ---------------- |
| 1.  | 6,27 m | Armand Duplantis  | Clermont-Ferrand | 28 febbraio 2025 |
| 2.  | 6,16 m | Renaud Lavillenie | Donec'k          | 15 febbraio 2014 |
| 3.  | 6,15 m | Serhij Bubka      | Donec'k          | 21 febbraio 1993 |
| 4.  | 6,06 m | Steve Hooker      | Boston           | 7 febbraio 2009  |
| 5.  | 6,05 m | Chris Nilsen      | Rouen            | 5 marzo 2022     |
| 5.  | 6,05 m | Emmanouil Karalis | Nanchino         | 22 marzo 2025    |
| 7.  | 6,02 m | Rodion Gataullin  | Homel'           | 4 febbraio 1989  |
| 7.  | 6,02 m | Jeff Hartwig      | Sindelfingen     | 10 marzo 2002    |
| 9.  | 6,01 m | Sam Kendricks     | Rouen            | 8 febbraio 2020  |
| 10. | 6,00 m | Maksim Tarasov    | Budapest         | 5 febbraio 1999  |
| 10. | 6,00 m | Jean Galfione     | Maebashi         | 6 marzo 1999     |
| 10. | 6,00 m | Danny Ecker       | Dortmund         | 11 febbraio 2001 |
| 10. | 6,00 m | Shawnacy Barber   | Reno             | 15 gennaio 2016  |
| 10. | 6,00 m | Piotr Lisek       | Potsdam          | 4 febbraio 2017  |
| 10. | 6,00 m | KC Lightfoot      | Lubbock          | 13 febbraio 2021 |

### Femminili indoor
Statistiche aggiornate all'11 giugno 2021.
|    | Misura | Atleta               | Luogo        | Data             |
| -- | ------ | -------------------- | ------------ | ---------------- |
| 1. | 5,03 m | Jennifer Suhr        | Brockport    | 30 gennaio 2016  |
| 2. | 5,01 m | Elena Isinbaeva      | Stoccolma    | 23 febbraio 2012 |
| 3. | 4,95 m | Sandi Morris         | Portland     | 12 marzo 2016    |
| 3. | 4,95 m | Anželika Sidorova    | Mosca        | 29 febbraio 2020 |
| 5. | 4,94 m | Katie Nageotte       | Marietta     | 11 giugno 2021   |
| 6. | 4,90 m | Aikaterinī Stefanidī | New York     | 20 febbraio 2016 |
| 6. | 4,90 m | Demi Payne           | New York     | 20 febbraio 2016 |
| 8. | 4,87 m | Holly Bradshaw       | Villeurbanne | 20 gennaio 2012  |
| 9. | 4,85 m | Svetlana Feofanova   | Paiania      | 22 febbraio 2004 |
| 9. | 4,85 m | Anna Rogowska        | Parigi       | 6 marzo 2011     |

## Atleti che hanno superato i6,00m
| Atleta               | Outdoor | Indoor | Prima volta a 6 metri |
| -------------------- | ------- | ------ | --------------------- |
| Armand Duplantis     | 6,29 m  | 6,27 m | 2018                  |
| Renaud Lavillenie    | 6,05 m  | 6,16 m | 2009                  |
| Serhij Bubka         | 6,14 m  | 6,15 m | 1985                  |
| KC Lightfoot         | 6,07 m  | 6,00 m | 2021                  |
| Steve Hooker         | 6,00 m  | 6,06 m | 2008                  |
| Sam Kendricks        | 6,06 m  | 6,01 m | 2017                  |
| Maksim Tarasov       | 6,05 m  | 6,00 m | 1997                  |
| Dmitrij Markov       | 6,05 m  |        | 1998                  |
| Chris Nilsen         | 6,00 m  | 6,05 m | 2022                  |
| Brad Walker          | 6,04 m  |        | 2006                  |
| Okkert Brits         | 6,03 m  |        | 1995                  |
| Jeff Hartwig         | 6,03 m  | 6,02 m | 1998                  |
| Thiago Braz da Silva | 6,03 m  |        | 2016                  |
| Rodion Gataullin     | 6,00 m  | 6,02 m | 1989                  |
| Piotr Lisek          | 6,02 m  | 6,00 m | 2017                  |
| Igor' Trandenkov     | 6,01 m  |        | 1996                  |
| Tim Mack             | 6,01 m  |        | 2004                  |
| Evgenij Luk'janenko  | 6,01 m  |        | 2008                  |
| Björn Otto           | 6,01 m  |        | 2012                  |
| Tim Lobinger         | 6,00 m  |        | 1997                  |
| Jean Galfione        |         | 6,00 m | 1999                  |
| Danny Ecker          |         | 6,00 m | 2001                  |
| Toby Stevenson       | 6,00 m  |        | 2004                  |
| Paul Burgess         | 6,00 m  |        | 2005                  |
| Shawnacy Barber      |         | 6,00 m | 2016                  |
| Timur Morgunov       | 6,00 m  |        | 2018                  |
| Sondre Guttormsen    |         | 6,00 m | 2023                  |
| Ernest John Obiena   | 6,00 m  |        | 2023                  |
| Emmanouīl Karalīs    | 6,00 m  | 6,05 m | 2024                  |

## Atlete che hanno superato i5,00m
| Atleta            | Outdoor | Indoor | Prima volta a 5 metri |
| ----------------- | ------- | ------ | --------------------- |
| Elena Isinbaeva   | 5,06 m  | 5,01 m | 2005                  |
| Jennifer Suhr     |         | 5,03 m | 2013                  |
| Anželika Sidorova | 5,01 m  |        | 2021                  |
| Sandi Morris      | 5,00 m  |        | 2016                  |